# André Frateschi
André Frateschi (São Paulo, 29 de março de 1975) é um ator, cantor, músico e multi-instrumentista brasileiro.

## Carreira
André nasceu em São Paulo e foi criado entre a Zona Sul e a Zona Oeste. Quando estava com três anos de idade, André invadiu uma apresentação da peça "Os Imigrantes" e, para imitar o povo em cena, saiu cantando versos em italiano. André fez faculdade de Rádio e TV.
Começou a carreira musical em 1991, aos dezesseis anos, como vocalista da banda Heroes, em tributo a David Bowie. Entre 2006 e 2014 a banda tocou o repertório do cantor semanalmente na casa de shows Studio SP, em São Paulo.
Estreou nos palcos teatrais aos 24 anos. Participou de montagens importantes, como Feliz Ano Velho, em 2000, adaptada da obra de Marcelo Rubens Paiva, e passou a atuar também na TV, em novelas e minisséries da TV Globo.
Em 2010, estrelou o musical Canções para Cortar os Pulsos, com Cida Moreira, cantando as músicas de Tom Waits, e no ano seguinte, Radiolarians, dedicado a obra da banda Radiohead. Ainda nesse ano, junto de sua parceira, Miranda Kassin, lançou o disco Hits do Underground, trabalho que foi apresentado em show no festival SWU em 2011.
Em 2014, lançou seu disco autoral Maximalista, que contou com a participação de Mike Garson, pianista de David Bowie, em uma das faixas.
Em 2015, Frateschi foi convidado a assumir o vocal principal na turnê comemorativa dos 30 anos da banda Legião Urbana, com os integrantes originais Marcelo Bonfá e Dado Villa-Lobos. Realizou 94 shows durante dois anos, passando também pelo Uruguai e Estados Unidos. Em 2018, a banda retoma as atividades e ele segue nos vocais. Com esta banda, em 17 de maio de 2019, em um show em Olinda (PE), sofre uma queda do palco e quebra duas costelas.
Em 2017, participa e é vencedor do programa Popstar, da Rede Globo. No mesmo ano, estreou a turnê BRock is Back, tributo ao rock nacional e se apresentou com sua Rock Street Band todos os dias no Rock District do festival Rock in Rio.
Em 2018, cobriu o festival Lollapalooza como repórter do site GShow.
Em 2023, sai novamente em turnê com Dado Villa-Lobos e Marcelo Bonfá apresentando o show “As V Estações”.

## Vida pessoal
Filho dos atores Denise del Vecchio e Celso Frateschi, desde 2006 é casado com a também cantora Miranda Kassin, sendo pai de Angelina e Mel.

## Filmografia

### Televisão
| Ano     | Título                    | Personagem                         | Notas                         |
| ------- | ------------------------- | ---------------------------------- | ----------------------------- |
| 2004    | Um Só Coração             | Flávio de Carvalho                 |                               |
| 2005    | Mad Maria                 | Ted                                |                               |
| 2006    | JK                        | Odilon Behrens                     |                               |
| 2006    | Páginas da Vida           | Dorival Bocaiuvas                  |                               |
| 2008    | Queridos Amigos           | Fausto                             |                               |
| 2008    | Ciranda de Pedra          | Frederico Augusto (Peixe)          |                               |
| 2010    | Força-Tarefa              | Investigador Emanuel               | Episódio: "Adeus às Armas"    |
| 2011    | Amor em Quatro Atos       | André                              | Episódio: "Ela Faz Cinema"    |
| 2011    | A Vida da Gente           | Artur                              | Episódios: "9–28 de dezembro" |
| 2012–13 | Sessão de Terapia         | João Guedes                        | Temporadas 1–2                |
| 2013    | O Negócio                 | Felipe                             | Episódio: "Tudo Sobre Karin"  |
| 2013    | Saramandaia               | Dr. Rochinha                       |                               |
| 2015    | Sete Vidas                | Arthur Martins Vieira (Arturzinho) |                               |
| 2015–16 | Magnífica 70              | Flint Westwood                     | Temporadas 1–2                |
| 2015–17 | Os Homens São de Marte... | Miguel Guimarães                   |                               |
| 2017    | Popstar                   | Participante (Vencedor)            | Temporada 1                   |
| 2018    | 3%                        | O Velho (jovem)                    | Episódio: "Lampião"           |
| 2019    | Detetives do Prédio Azul  | Vorki Star                         | Episódio: "Vorki Star"        |
| 2020    | Desalma                   | Aleksey Skavronski                 |                               |
| 2022    | Independências            | Francisco Gomes da Silva (Chalaça) |                               |

### Cinema
| Ano  | Filme                                    | Personagem             |
| ---- | ---------------------------------------- | ---------------------- |
| 2006 | O Cheiro do Ralo                         | Homem do vodu          |
| 2009 | Hotel Atlântico                          | Nelson                 |
| 2009 | Insolação (filme)                        | Ricardo                |
| 2013 | Uma História de Amor e Fúria             | Miliciano 1/Torturador |
| 2012 | Nove Crônicas Para um Coração aos Berros | Músico                 |
| 2012 | Corações Sujos                           | Cabo Garcia            |

## Teatro
| Período | Peça                    | Personagem |
| ------- | ----------------------- | ---------- |
| 2010    | Inverno Da Luz Vermelha | Davi       |